# GUAM
GUAM – Szervezet a Demokráciáért és Gazdasági Fejlődésért – egy regionális szervezet, melyet 1997-ben négy állam – Grúzia, Ukrajna, Azerbajdzsán és Moldova – hozott létre. A szervezet neve a négy tagállam kezdőbetűinek egymás mellé helyezéséből áll össze.

## Célok
A GUAM alapokmányát 2006. május 23-án írta alá a négy alapító tagállam. A szervezet legfőbb céljai a következők:
- a demokratikus értékek terjesztése, jogállamiság biztosítása és az emberi jogok betartása;
- a fenntartható fejlődés biztosítása;
- a nemzetközi és regionális biztonság és stabilitás megőrzése;
- az európai integráció fokozása egy közös biztonsági térség létrehozása érdekében, és a gazdasági és humanitárius területeken való együttműködés elősegítése;
- a felek társadalmi-gazdasági, közlekedési, energetikai, tudományos-technológiai, humanitárius potenciáljának fejlesztése;
- a politikai kooperáció előmozdítása és közös érdekeltségű területeken való együttműködés.

## Tagok
Állandó tagok
- Grúzia (1997)
- Ukrajna (1997)
- Azerbajdzsán (1997)
- Moldova (1997)

Volt tagok
- Üzbegisztán (1999-től 2005-ig)

## Létrehozásának körülményei
A Szovjetunió szétválását követően a FÁK-térség integrációjának előmozdítása Oroszország vezető szerepével ment végbe. Ez az ország gazdasági, politikai és katonai túlsúlyának volt köszönhető, amelyet a szovjet időszakból örökölt. Ennek következtében a mai napig függőségi helyzetet teremt a legtöbb utódállam számára, főleg gazdasági és energetikai szférákban. Ezért a csoport megalakulását elsősorban politikai célok motiválták mégpedig az Oroszország által képviselt túlsúly mérséklése. Másrészt már a kezdetektől fogva jellemző vonásként jelentkezett a nyugati integrációs rendszerekhez való közeledés szándéka. Mindemellett gazdasági téren közös érdekük a Közép-Ázsiát a Kaukázussal majd Európával összekötő közlekedési útvonal létrehozása (TRACECA), illetve új - Oroszországot elkerülő - olaj- és gázvezetékrendszer kiépítése a térségben kitermelt energiahordozók Európába és más piacokra történő szállítása érdekében.  

## Történet
Grúzia, Ukrajna, Azerbajdzsán és Moldova közti együttműködés 1997. október 10-én kezdődött mikor Strasbourgban az Európa Tanács ülésén a négy állam elnöke egy regionális együttműködés érdekében létrehozták a GUAM-ot. A szervezet célja a Szovjetunió felbomlását követően az újonnan függetlenedett államok szuverenitásának és függetlenségének a biztosítása volt. 1999-ben Üzbegisztán csatlakozásával, a szervezetet átkeresztelik GUUAM-ra. A csoport hatékonyabb együttműködése érdekében 2000 szeptemberében egy memorandumot írnak alá, amelyben egy működési keret alapjait fektetik le. A szerződés alapján évente egyszer össze kell üljön az Államfői Tanács, félévente pedig a Külügyminiszterek Tanácsa. Ezt követően 2001. június 7-én írják alá jaltai alapokmányt, amelyben meghatározzák a GUUAM csoport közös céljait és létrehozzák a szervezeti felépítését. 2002-ben Üzbegisztán bejelenti kilépési szándékát, s ezt követően folyamatosan elhanyagolja az üléseket és a találkozókat. Végül 2005-ben hivatalosan is kilép a szervezetből. 
A következő években a szervezetre leginkább a stagnálás volt jellemző, ennek legjobb példája a 2004-es jaltai találkozó volt, amelyen csak két tagállam képviseltette magát az ötből. 
A következő csúcsot 2005. április 22-én Chișinăuban tartották, melyen Üzbegisztán kivételével mind a négy tagállam részt vett. A csúcson továbbá részt vettek, mint megfigyelők a román elnök és a litván elnök (Traian Băsescu és Aleksander Kwaśniewski), az EBESZ képviselője, Ján Kubiš és az USA képviselője is, Steven Mann. A találkozó során elfogadják "A demokrácia, stabilitás és fejlődés nevében" című deklarációt és egy közös nyilatkozatot a "Demokrácia létrehozásáról Baltikumtól a Fekete-tengerig".   
2006. május 23-án a kijevi csúcson fogadták el az új alapokmányt, s a GUAM "Demokráciáért és Gazdasági Fejlődésért" elnevezéssel nemzetközi szervezetté alakult, melynek székhelye Kijev lesz. Szintén ezen a találkozón írták alá a szabadkereskedelmi térség létrehozásáról szóló jegyzőkönyvet.
2007. június 19-én fogadták el a bakui deklarációt "GUAM: földrészek egyesítése" néven. A dokumentumban különös figyelmet kapott az energetikai biztonság, továbbá a nemzetközi terrorizmus, agresszív nacionalizmus és szeparatizmus elleni fellépés. 
A szervezet hatékonysága az utóbbi időben azonban megkérdőjelezhető. 2009-ben a moldáv elnök, Vlagyimir Voronyin azt nyilatkozta, hogy "a GUAM, mint regionális szervezet életképtelen és nincs jövője". 2010 elején Viktor Janukovics is hasonlóképpen nyilatkozott, szerinte "a GUAM tevékenysége már nem aktuális és hogy az utóbbi 5 évben csak tárgyalások folytak körülötte, de nem látja azok eredményét". 